# Johanna Richter (Politikerin)

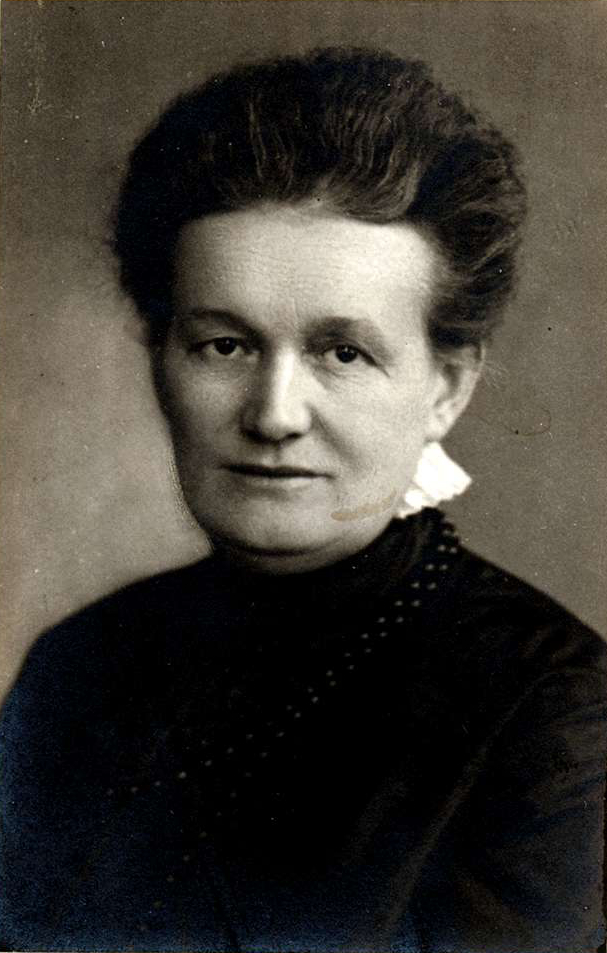
Johanna Richter (um 1920)

Johanna Richter, geb. Laule (* 17. März 1871 in Neckargemünd; † 4. November 1943 in Konstanz) war eine deutsche Politikerin (DNVP) und gehörte 1921 bis 1933 dem Badischen Landtag an.

## Leben
Nach Volksschule und Realschule in Achern besuchte Johanna Richter die Luisenschule und die Frauenarbeitsschule in Karlsruhe. Anschließend machte sie eine Ausbildung als Handarbeitslehrerin in Karlsruhe. Drei Jahre lang hielt sie sich zur sprachlichen Weiterbildung in Frankreich und ein Jahr in England auf. 1906 heiratete sie den Oberzahlmeister August Richter, der bereits 1916 starb.

## Politik
Johanna Richter war die einzige Frau aus Südwestdeutschland, die als Abgeordnete der DNVP angehörte. Das Parteiprogramm war autoritär-monarchisch, industriell und großagrarisch ausgerichtet. Der politische Einfluss kam vorwiegend aus Schwerindustrie und Großgrundbesitz. Ab 1921 gehörte Johanna Richter dem Heidelberger Bürgerausschuss an. In ihrer Partei war sie Vorsitzende des Landesfrauenausschusses. Von 1921 bis 1933 war sie Abgeordnete im Badischen Landtag; von 1922 bis 1924 war sie Schriftführerin im Landtag, von 1929 bis 1933 Schriftführerin der DNVP-Gruppe. Sie engagierte sich vorwiegend im sozialen und wirtschaftlichen Bereich.
Johanna Richter kandidierte mehrfach erfolglos für den Reichstag: fünf Mal für die DNVP, einmal für die Kampffront Schwarz-Weiß-Rot.
Sie war Mitglied im Deutschen Offiziersbund, im Hausfrauenverein und im landwirtschaftlichen Hausfrauenverein.